# Mtimbira
Mtimbira è una circoscrizione mista (mixed ward) della Tanzania situata nel distretto di Ulanga, regione di Morogoro. Conta una popolazione di 16 000 abitanti (censimento 2012).